# Temple (metrostation Parijs)
Temple is een station van de metro in Parijs langs metrolijn 3, in het 3de arrondissement. Temple is samen met Saint Paul een van de twee stationsnamen die ook op het Londense metronet voorkomen, respectievelijk Temple en Saint Paul
Pont de Levallois - Bécon · 
Anatole France · 
Louise Michel · 
Porte de Champerret · 
Pereire · 
Wagram · 
Malesherbes · 
Villiers · 
Europe · 
Saint-Lazare · 
Havre - Caumartin · 
Opéra · 
Quatre-Septembre · 
Bourse · 
Sentier · 
Réaumur - Sébastopol · 
Arts et Métiers · 
Temple · 
République · 
Parmentier · 
Rue Saint-Maur · 
Père Lachaise · 
Gambetta · 
Porte de Bagnolet · 
Gallieni